# آرش تاج تهرانی
فتح‌الله تاج تهرانی مشهور به آرش تاج (زاده ۱۱ دی ۱۳۱۸ در تهران)، بازیگر سینما و تلویزیون اهل ایران است.

## زندگی‌نامه
فتح‌الله تاج تهرانی در سال ۱۳۱۸ در تهران زاده شد و در سال ۱۳۴۳ به دانشکده هنرهای دراماتیک راه یافت. در سال ۱۳۴۷–۱۳۴۸ در دو رشتهٔ بازیگری و کارگردانی فارغ‌التحصیل شد و فعالیت تلویزیونی و سینمایی را آغاز نمود.

## بازیگری
او در سریال‌های پهلوانان، داستان‌های جاوید ادب ایران، سرداران استقلال، سرزمین من و نقابداران، بسوی افتخار، دل‌های شاد، آنتونی شرلی، همسفران، روز به‌یادماندنی و مسیح منجی و به دنبال آن‌ها در چندین فیلم سینمایی و سریال تلویزیونی ایفای نقش نمود. وی هم چنین در چندین سریال از جمله سریال سال‌های بی‌پناهی به عنوان کارگردان هنری به ایفای نقش پرداخت.

### سینما
1. جابه‌جا (۱۳۹۱)
2. خاک و آتش (۱۳۸۹)
3. سن پطرزبورگ (۱۳۸۸)
4. امشب شب مهتابه (۱۳۸۷)
5. دیوانه‌ای از قفس پرید (۱۳۸۱)
6. رنجر (۱۳۷۸) در نقش سامی جابر
7. لانه عقاب‌ها (۱۳۷۸)
8. شور زندگی (۱۳۷۷)
9. شیدا (۱۳۷۷)
10. لژیون (۱۳۷۷)
11. مردی از جنس بلور (۱۳۷۷)
12. زن امروز (۱۳۷۵)
13. جهنم سبز (۱۳۷۴)
14. حسرت دیدار (۱۳۷۳)
15. عشق من شهر من (۱۳۷۰)
16. ترن (۱۳۶۶)
17. پلاک (۱۳۶۴)
18. دست شیطان (۱۳۶۰)
19. میراث من جنون (۱۳۶۰)
20. گفت هرسه نفرشان (۱۳۵۹)
21. نفس بریده (۱۳۵۷)
22. سفر سنگ (۱۳۵۶)
23. زیر پوست شب (۱۳۵۳)
24. جاده (۱۳۵۱)

### تلویزیون
1. سلمان فارسی(در حال ساخت)
2. خداداد (۱۴۰۱)
3. هم گناه (۱۳۹۸)
4. برادر جان (۱۳۹۸)
5. سارق روح (۱۳۹۶)
6. نفس گرم (۱۳۹۴)
7. نیاز (۱۳۹۴)
8. سراب (۱۳۹۰)
9. عمارت پدری (۱۳۸۹)
10. در چشم باد (۱۳۸۸)
11. آینه‌های نشکن (۱۳۸۷)
12. بشارت منجی (۱۳۸۷)
13. یک مشت پر عقاب (۱۳۸۶)
14. به خاطر من (۱۳۸۵)
15. باران بهاری (۱۳۸۴)
16. پیله‌های پرواز (۱۳۸۴)
17. همسفران (۱۳۸۲)
18. روزهای بیاد ماندنی (۱۳۸۱)
19. به سوی افتخار (۱۳۷۷)
20. دل‌های شاد (۱۳۷۶)
21. سرزمین من و نقابداران (۱۳۷۲)
22. تاریخ روابط ایران و انگلیس (۱۳۷۲)
23. کوچک جنگلی (۱۳۶۳)
24. دمی با ملا و عبید (۱۳۵۶)
25. شیرزن (۱۳۵۵)
26. یادبود (۱۳۵۴)
27. پیشگویی پیامبر (۱۳۵۴)
28. سرداران استقلال (۱۳۵۳)
29. داستان‌های جاوید ادب ایران (۱۳۵۳)
30. پهلوانان (۱۳۴۸)